# 스타폭스 2
《스타폭스 2》는 닌텐도 정보개발본부와 아르고너트 게임스가 개발한 슈퍼 패미컴용 진행형 슈팅 게임이다. 본래 《스타폭스》 시리즈의 두 번째 작품으로서 1995년에 개발완료됐으나 당시 발매되지 않았고, 2017년 전용 콘솔 닌텐도 클래식 미니: 슈퍼 패미컴에 수록되는 방식으로 공식적으로 출시됐다.
전작 《스타폭스 (1993)》와 마찬가지로 3D 레일 슈팅 게임플레이를 전면에 내세운 것은 궤를 같이하나, 직선형 진행방식을 가진 전작과는 달리 《스타폭스 2》의 새로운 요소로 실시간 전략 게임식으로 스테이지를 선택하는 것이 있다. 플레이어는 게임 판에서 활용할 수 있는 2대의 기체를 선택해 진행하며, 라일라트 성단 맵 상에서 움직여 실시간으로 코네리아 행성을 침공하는 적들을 물리치고 스테이지를 클리어해야 한다.
《스타폭스 2》는 1편처럼 아르고너트가 개발한 슈퍼 FX 칩을 이용해 기존 슈퍼 패미컴의 그래픽 성능을 능가한 3D 환경을 활용했다. 전작의 개발진 중 프로듀서 미야모토 시게루, 디렉터 에구치 가쓰야와 대표 프로그래머 딜런 큐스버트가 재참가했다. 개발이 완료된 1995년 당시, 경쟁 기종 플레이스테이션와 세가 새턴이 3D 기술을 활용해 시장을 확장하는 시기에 비교적 뒤떨어진 16비트 그래픽을 가진 《스타폭스 2》가 경쟁력이 부족하다는 판단으로 닌텐도는 발매를 취소했다. 취소 후 프로토타입 롬 이미지가 온라인에 유출됐으며, 2017년에 개발완료판 게임이 닌텐도 클래식 미니에 수록된 21종 게임들 중 하나로 등장해 공식적으로 공개됐다. 2019년에는 닌텐도 스위치 온라인 서비스 구독자 전용 게임으로 제공됐다.

## 반응
《스타폭스 2》는 2017년 닌텐도 클래식 미니: 슈퍼 패미컴에 수록돼 발매됐을 당시 대체적으로 긍정적인 평가를 받았다.

## 참조

### 내용주
1. ↑  게임 자체는 슈퍼 패미컴 전용으로 개발됐으나 발매취소로 인해 실제 카트리지로 발행되진 않았다. 이후 롬 이미지가 전용 콘솔 닌텐도 클래식 미니: 슈퍼 패미컴에 수록되는 형태로 처음 공식적으로 출시됐다.
2. ↑  영어: Star Fox 2, 일본어: スターフォックス2